# Basmatxi
La revolta basmatxi —Восстание басмачей (rus)— o Basmatxestvo (Басмачество) fou un moviment musulmà de resistència als bolxevics, de tendència panturca. Enver Paşa va fugir a Alemanya després de la capitulació otomà el 1918, a la fi de la Primera Guerra Mundial des d'on va passar a Moscou; les autoritats soviètiques. A l'arribar a la República Popular de Bukharà Enver es va aliar amb el dirigent local progressista Othman Pulat Khodja, president de la República, que havia enderrocat l'emir, que resistia a l'est del país. Khodja volia mantenir la independència de la República i va acordar amb Enver que formaria part d'un moviment panturc fort en tot el Turkestan, que els bolxevics anomenarien basmatxi (paraula uzbeka que vol dir bandoler), nom que va prevaler.
El moviment panturc dels basmatxis va recollir molts descontents, i es va iniciar amb força el 1921; va aprovar la seva bandera a Samarcanda el setembre de 1921, en una reunió de l'organització nacional d'insurgents de l'Àsia central islàmica. La bandera era de color taronja (color atribuït als turcs) amb la mitja lluna i l'estel blancs, i això col·locat a la meitat esquerra d'una bandera més gran de nou franges (cinc de vermelles i quatre de blanques) deixant dues franges per damunt i dues per sota; les franges representen als diversos pobles turcs (àzeris, otomans, kirguisos, kazakhs, turcmans, uzbeks, tàtars, karakalpaks i uigurs); tota la bandera té una estreta vora blava probablement representant a les minories, essencialment els russos.
El novembre de 1921 Enver va viatjar a Bukharà oriental per expulsar els partidaris de l'emir, però en realitat el que va fer fou aliar-se amb ell, acord que fou aprovat pel mateix emir. Duixanbe, capital de la zona oriental en poder dels bolxevics, fou ocupada el 16 de febrer de 1922. Formalment fou adoptada una Constitució de la República del Turkestan (anomenada sovint Panturània, nom de tots els països turcs) l'abril de 1922, que va ratificar la bandera del moviment com a bandera nacional (bandera que fou molt popular i es va mantenir en ús fins a la liquidació del moviment el gener de 1924). El 14 de juny de 1922 els bolxevics van reconquerir Duixanbe. També fou ocupada Bukharà. Enver es va refugiar a les muntanyes. Els basmatxis foren derrotats a Baljuam l'1 d'agost de 1922 i el 4 d'agost de 1922 Enver va morir en combat a Obdara. Salim Paixà va continuar la lluita però després d'uns mesos es va refugiar a l'Afganistan el 15 de juliol de 1923. Els darrers basmatxis foren els de la Vall de Ferganà, dirigits per Kurxermat, que utilitzaven una bandera vermella amb inscripcions alcoràniques i mitja lluna i estel de vuit puntes a la cantonada superior, tot de color blanc.
La rebel·lió fou un tema popular en els Osterns, i va ser el tema central dels arguments de les pel·lícules Sol blanc del desert (Белое Солнце Пустыни), La setena bala (Седьмая Пуля) i Telokhranitel (Телохранитель - El guardaespatlles).